# Nuno Delgado
Nuno Delgado, född den 27 augusti 1976 i Santarém, Portugal, är en portugisisk judoutövare.
Han tog OS-brons i herrarnas halv mellanvikt i samband med de olympiska judotävlingarna 2000 i Sydney.